# وسلین برانیمیروف
وسلین برانیمیروف (انگلیسی: Veselin Branimirov؛ زادهٔ ۲۵ اوت ۱۹۷۵) بازیکن فوتبال اهل بلغارستان است.
از باشگاه‌هایی که در آن بازی کرده است می‌توان به باشگاه فوتبال توبول اشاره کرد.
وی همچنین در تیم‌های ملی فوتبال زیر ۲۱ سال بلغارستان و بلغارستان بازی کرده است.